# Großkarolinenfeld
Großkarolinenfeld é um município da Alemanha, no distrito de Rosenheim, na região administrativa de Oberbayern , estado de Baviera.